# کاتسویا کوندو
کاتسویا کوندو (انگلیسی: Katsuya Kondō؛ زادهٔ ۲ ژوئن ۱۹۶۳) پویانما، کارگردان پویانمایی، مانگاکا، تهیه‌کننده فیلم، و ترانه‌سرا اهل ژاپن است.